# Król Artur

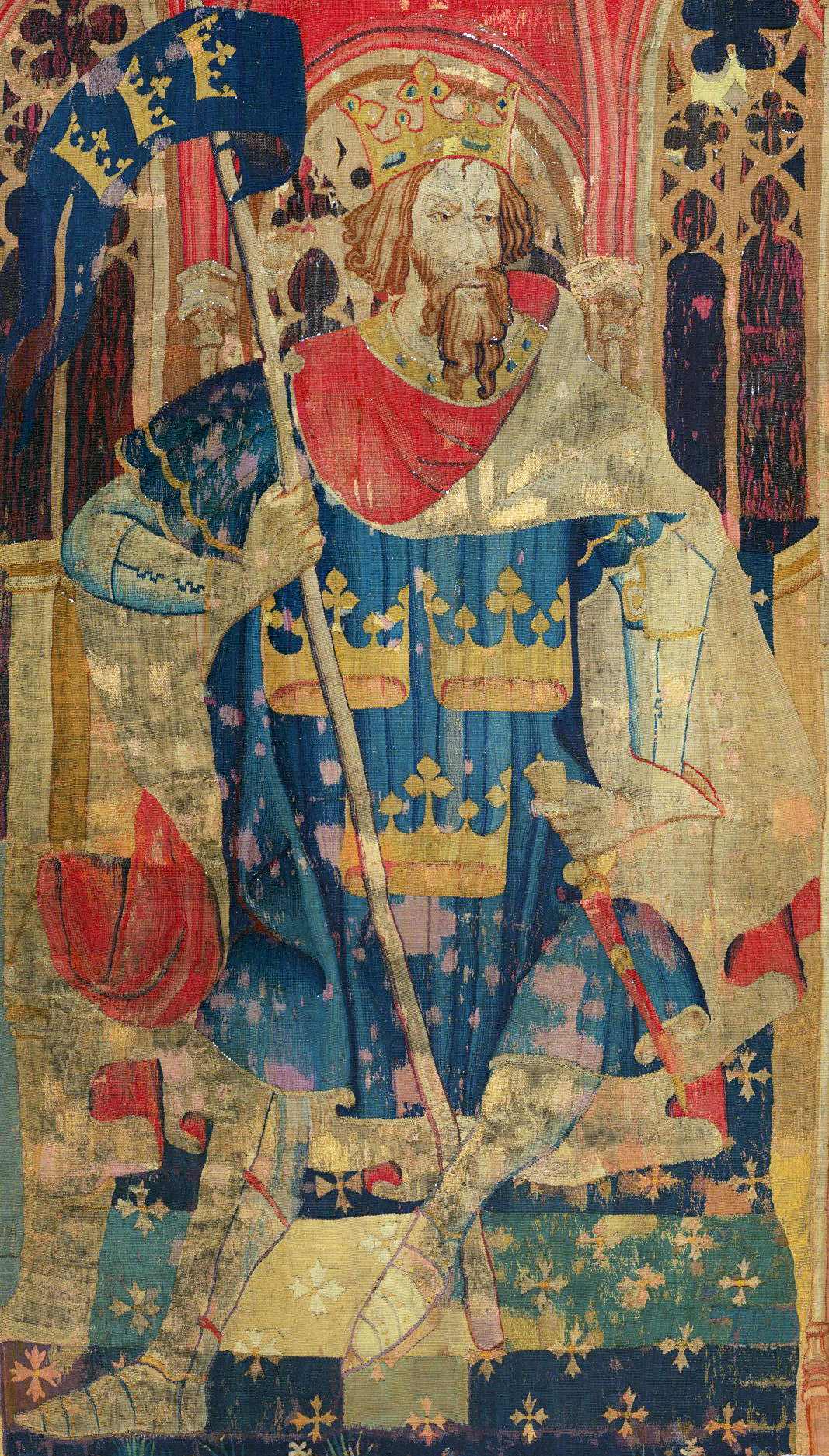
Król Artur na XIII-wiecznym gobelinie

Król Artur (ang. King Arthur, wal. Brenin Arthur, korn. Arthur Gernow, bret. Roue Arzhur) – legendarny celtycki władca Brytów z przełomu V i VI wieku. Bohater licznych legend, dzieł literackich i filmów.
W tekstach pisanych Artur pojawia się po raz pierwszy w Historia Brittonum kronikarza Nenniusa z IX w. Historyczność samej postaci jak i szczegóły biografii są przedmiotem sporów historyków.

## Pochodzenie imienia
Pochodzenie walijskiego imienia „Arthur” wciąż jest kwestią dyskusyjną. Niektórzy uważają, że pochodzi ono z rzymskiego Artorius (lecz prawdopodobnie mającego pochodzenie mesapijskie lub etruskie). Naukowcy sugerowali, iż istotnym faktem w tej debacie jest to, że imię legendarnego Króla Artura pojawia się w tekstach łacińskich jedynie jako Arthur, Arturus, nigdy Artōrius. Jednakowoż może to nic nie mówić o pochodzeniu imienia Arthur, jako że Artorius  został naturalnie przekształcony w Art(h)ur w języku walijskim.
Inną możliwością jest, że pochodzi od brytyjskiego nazwiska patronimicznego Arto-rīg-ios (arto-rīg- król niedźwiedź), którego korzenie pochodzą od staroirlandzkiego imienia Art-ri, za pośrednictwem zlatynizowanej formy Artōrius. Mniej prawdopodobne jest powszechnie sugerowane pochodzenie z walijskiego „arth” – niedźwiedź + (g)wr – człowiek; występują pewne fonologiczne trudności związane z tą teorią – głównie, iż brytyjskie, dwuczłonowe imię Arto-uiros powinno tworzyć starowalijskie Artgu, a we współczesnym walijskim Arthwr.
Alternatywną teorią, która zdobyła jedynie ograniczoną akceptację wśród naukowców, jest teoria, iż imię króla Artura wywodzi się z Arktura – najjaśniejszej gwiazdy w gwiazdozbiorze Wolarza, blisko Wielkiej Niedźwiedzicy. Arcturus, z klasycznej łaciny, po zapożyczeniu do walijskiego, przyjął formę Art(h)ur, a jego jasność i usytuowanie na niebie sprawiły, iż ludzie uznają go za strażnika i przywódcę innych gwiazd w Gwiazdozbiorze Wolarza.
Podobnym imieniem jest staroirlandzki Artúr. Wierzy się, iż pochodzi bezpośrednio od wczesnego, starowalijskiego, bądź kumbryjskiego Artur. Najwcześniejszym, historycznym posiadaczem tego imienia, jest syn lub wnuk króla Aidana.

## Król Artur jako legendarny władca
Według legend arturiańskich Artur to syn Igerny i jej drugiego męża Uthera Pendragona oraz przyrodni brat: Anny-Morgause, Elaine z Garlot i Morgan le Fay. Urodzony w Glamorgan, według najnowszych odkryć, dnia nowego roku, z czego można wnioskować, że był to 7 stycznia 482.

Został królem po wyjęciu wbitego w kamień i kowadło Miecza z Kamienia. Podczas pewnej bitwy ów miecz uległ złamaniu, więc Artur otrzymał od Pani Jeziora Nimue miecz Caliburn (Excalibur).

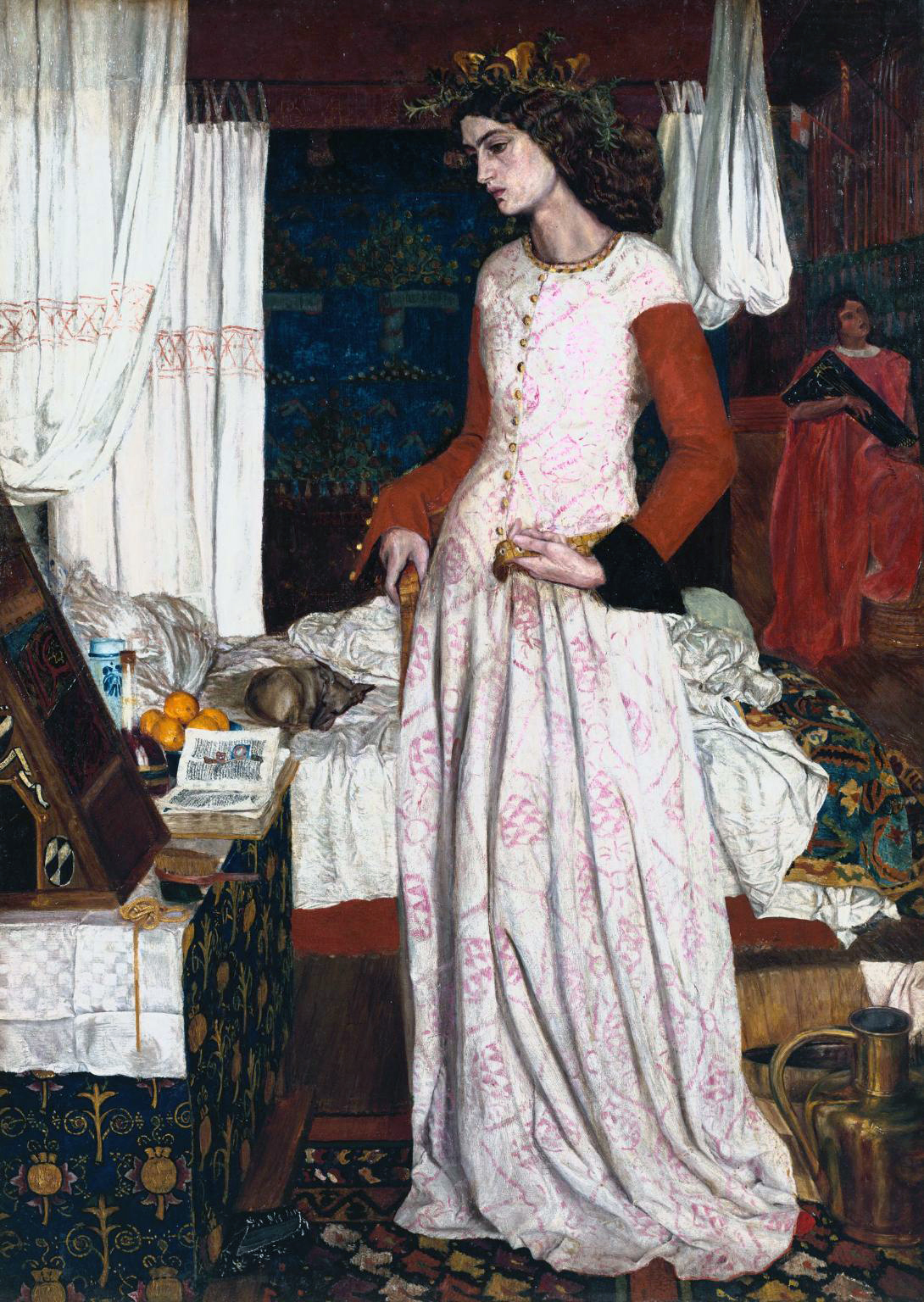
Królowa Ginewra na obrazie Williama Morissa (XIX w.)

Za radą czarownika Merlina Artur założył rycerskie Bractwo Okrągłego Stołu, mające walczyć ze złem, któremu przewodził Morgan Mmynvawr. Artur ożenił się z Ginewrą. Został koronowany w wieku lat 15. Zbudował najpotężniejszy zamek Camelot, nie jak dotąd sądzono w Kornwalii, lecz na Półwyspie Lleyn, skąd w mgliste wieczory widział Avalon, obecnie wyspę Bardsey.
Legenda o Królu Arturze i Rycerzach Okrągłego Stołu jest jednym z najpowszechniejszych mitów kultury europejskiej. Król Artur miał być bardzo sprawiedliwym władcą, który wprowadził prawo w Brytanii. Jego rycerze mieli poszukiwać świętego Graala. Graal mógł zostać znaleziony tylko przez najbardziej prawego spośród ludzi. Po pojawieniu się kielicha na zamku Camelot zorganizowano wyprawę poszukiwawczą, zakończoną sukcesem za sprawą Galahada. Później, po przybyciu Morgan Mmynvawr, będącego, według najbardziej znanej wersji legendy, nieślubnym synem Artura i jego przyrodniej siostry Anny-Morgause (znanej także w innych wersjach jako Morgan le Fay), jak również na skutek romansu Gwenhwyfary (Ginewry) z rycerzem Llwach Wyddel (Sir Lancelot) nadszedł koniec Okrągłego Stołu.
Wieści o przewrocie szybko dotarły do króla obecnie walczącego w Irlandii z Llwachem Wyddelem, a ten z resztkami sił stacza bitwę pod Cadgamlan (rzeź), potem nazwa przekształcona w Camlan. Król Artur po ranach odniesionych w walce z Medrautem, który zorganizował przewrót i za co zapłacił życiem, został zabrany łodzią przewoźnika Barinthusa do Avalonu, aby tam leczyć się i czekać na czas swojego powrotu. Po bitwie zrzekł się korony na rzecz syna Cadwy’ego, co spowodowało upadek konfederacji księstw brytyjskich. Artur umarł w 562 w St. Armel des Boschaux, gdzie został pochowany w kamiennym sarkofagu. Zaraz po śmierci Artura Merlin udał się na wyspę Bardsey (Ynys Afallach) w towarzystwie dziewięciu bardów, zabierając ze sobą trzynaście skarbów Brytanii. Zamieszkał on podobno w szklanym zamku, gdzie czeka uśpiony na powrót Artura, możliwe, że Artura II. Z przekazów jednego z przewoźników wiemy, iż Artur II może nie być Walijczykiem. Zamek, w którym Merlin spoczął to Caer Wydr (szklany zamek), co wydaje się rzeczywiste, bo prawdopodobnie w V wieku Walijczycy znali już sposoby wyrobu szkła. W roli sprostowania Avalon, znaczy nic innego jak Jabłkowy Sad, co może wydać się dziwne wiedząc, że na zachodnim wybrzeżu Wielkiej Brytanii, wieją potężne wiatry, lecz stąd nasz szklany zamek, który mógł się okazać szklarnią. Warto też przypomnieć, że jabłoń i wśród Celtów i Rzymian była święta, a jej ścięcie wiązało się ze śmiercią. Już sam ten fakt nadaje tej wyspie świętości.
Pierwsze wzmianki o Arturze znajdują się w Historia Brittonum mnicha Nenniusza, napisanej około 830, oraz Annales Cambriae, walijskiej kronice z około 960 (tam właśnie pojawia się, uważany za autentyczny, zapis o śmierci Artura w bitwie pod Camlan). Dzisiejszą postać nadał legendzie w dużym stopniu dwunastowieczny walijski kronikarz, piszący po łacinie Geoffrey z Monmouth oraz tworzący po francusku poeci (Wace of Jersey, Chretien de Troyes).
Geoffrey z Monmouth w Historia Regum Britanniae (1136–1138) opisuje okres panowania Artura jako pasmo wojen przerywane tylko dwukrotnie – i to na krótko – okresami spokoju w państwie. Artur zwycięża w wojnie większość europejskich narodów: Sasów, Piktów, Szkotów, Islandczyków, Gotów, Norwegów, Galów, Rzymian i mieszkańców Orkadów. Odpływa do Avalonu w 542 roku. Obecnie kronika Geoffreya nie jest uważana za wiarygodne źródło historyczne. Ponieważ nie znaleziono nawet śladu „źródeł”, na które Geoffrey się powoływał, zgodnie uznaje się większość arturiańskich zapisów Historii... za jego własne wymysły. Przez historyków literatury uważany jest za ojca „romantycznej Arturiady”.

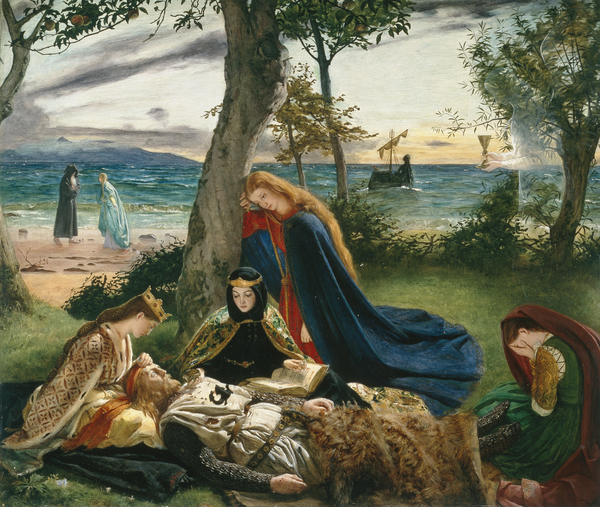
Śmierć króla Artura, obraz z XIX wieku

Maistre Wace, normański poeta, przełożył część dzieła Geoffreya na język francuski (wierszem). Twierdził, że starał się zweryfikować fakty zawarte w Historii..., w rzeczywistości jednak wprowadził do swojej wersji wiele elementów fikcyjnych i pierwiastków charakterystycznych dla romansu. To właśnie w jego Roman de Brut pierwszy raz pojawia się wzmianka o Okrągłym Stole. U Wace’a Artur odpływa do Avalonu równo sto lat później niż u Geoffreya.
Chretien de Troyes jest uważany za pierwszego autora prawdziwych dworskich romansów, których akcja wiąże się z dworem króla Artura i jego rycerzami (Erec, Lancelot, Yvain, Cligès, Perceval (fragm.)). Wprowadził do legendy arturiańskiej wątki charakterystyczne dla prowansalskiej lirycznej poezji dworskiej. Podtekst religijny legendy arturiańskiej zszedł u Chretiena na dalszy plan; jego Artur był przede wszystkim królem dworskich kochanków i żądnych przygód błędnych rycerzy.
Tradycję Chretiena de Troyes kontynuował Robert de Boron, który rozszerzył Arturiadę o liczne wątki egzotyczne. Większość jego dzieł nie zachowała się do naszych czasów, ale wiadomo, że początkowo zamierzał napisać trylogię: Józef z Arymatei (o początkach legendy Graala), Merlin (o młodości Artura) i Perceval (miała to prawdopodobnie być adaptacja romansu Chretiena de Troyes). Robertowi de Boron przypisuje się splecenie romantycznych wątków Chretiena z kulturą chrześcijańską (Graal) i pseudohistorycznymi odwołaniami do Artura – króla Brytów.
Zapewne największy wpływ na postrzeganie legendy arturiańskiej w literaturze i tradycji krajów anglosaskich miało wydane w 1485 roku monumentalne dzieło sir Thomasa Malory’ego Le Morte d’Arthur.
Został zabity przez swoją przyrodnią siostrę, Morganę Le Fay. Przed śmiercią na polu bitwy usłyszał jej słowa: „Żegnaj, niegdyś potężny władco Celtów!”

## Artur jako postać historyczna
Brytania, zamieszkana przez celtycki lud Brytów i obejmująca dzisiejszą Anglię, Walię i Kornwalię znajdowała się od 43 n.e. w granicach cesarstwa rzymskiego. Od 127 przed najazdami Piktów bronił Brytanii na północy Mur Hadriana.
W 407 regularne wojska rzymskie wycofały się z Brytanii, aby wspomóc obronę Galii przed ludami germańskimi, które rok wcześniej przekroczyły granicę cesarstwa na Renie. Na wyspie pozostała jedynie rzymska administracja cywilna – która wobec braku pomocy ze strony wykonawczych formacji wojskowo-policyjnych – istniała de facto wyłącznie formalnie. W 410 Brytania wskutek decyzji cesarza Honoriusza przestała być rzymską prowincją. Z tej sytuacji skorzystali Szkoci – celtyccy piraci pochodzący z Irlandii, którzy zaczęli łupić zachodnie wybrzeża Brytanii oraz Piktowie – autochtoniczni mieszkańcy dzisiejszej Szkocji – którzy przeprawiając się przez słabo broniony Mur Hadriana, poważnie pustoszyli północne rejony zamieszkane przez Brytów i Rzymian.
Około 440 wybuchła wojna wewnętrzna między klanami brytańskimi, w wyniku której, ok. 441 lub 442, władzę nad Brytanią zdobył Bryt ożeniony z Rzymianką – Vortigern. Rozpoczął on wojnę z Piktami, przepędzając ich na jakiś czas za Mur Hadriana. Ok. 443 wezwał on do pomocy przeciw Piktom germańskich Sasów, Anglów, Jutów i Fryzów, którzy osiedlili się na wyspie Thanet i w nadmorskiej części Kentu pod wodzą Hengista i Horsy. Jednak niedługo potem Sasi zerwali układy sojusznicze i rozpoczęli podbój Brytanii. Wkrótce obszar kontrolowany przez Brytów i Rzymian skurczył się do Walii i Kornwalii. Według dużo późniejszych źródeł, pochodzących najwcześniej z IX wieku (pierwszą była Historia Brittorum) Artur miał być jednym z wodzów walczącym przeciwko najeźdźcom i wygrywając z nimi między innymi w bitwie pod Badon Hill, jednak jego historyczność jest dziś często podważana przez historyków.

## Tennyson i odrodzenie
We wczesnym XIX w. mediewalizm, romantyzm, a także neogotyk wzbudziły na nowo zainteresowanie królem Arturem oraz średniowiecznymi romansami. Nowy kodeks etyczny dla mężczyzn w XIX w. kształtował się wokół etosu rycerskiego, którego wcieleniem był król Artur. Owo zainteresowanie dało się odczuć w 1816, kiedy to Morte d’Arthur (Śmierć Artura) autorstwa Thomasa Malory’ego, zostało ponownie wydane po raz pierwszy od 1634. Początkowo średniowieczne legendy arturiańskie były szczególnym przedmiotem zainteresowania i inspiracji wśród poetów, np. dla Williama Wordswortha, który napisał w 1835 The Egyptian Maid – przypowieść o świętym Graalu. Przodujący w tym był Alfred lord Tennyson, którego pierwszy arturiański poemat The Lady of Shamott został opublikowany w 1832. Król Artur grał drugoplanową rolę w niektórych z tych utworów zgodnie z tradycją średniowiecznych romansów. Dzieło arturiańskie Tennysona Idylls of the King osiągnęło szczyt popularności. Tennyson stworzył na nowo opowieść o życiu króla Artura w epoce wiktoriańskiej. Opowieść ta została opublikowana po raz pierwszy w 1859 i już po tygodniu sprzedana w 10 tys. egzemplarzy. W Idylls król Artur został symbolem męskości, któremu przez ludzką słabość nie udało się stworzyć idealnego królestwa. Dzieła Tennysona zainspirowały ogromną liczbę naśladowców, wywołały niemałe zainteresowanie i udostępniły opowieści Malory’ego szerszemu gronu czytelników. Pierwsze unowocześnienie doskonałej kompilacji powieści o królu Arturze zostało opublikowane w 1862, krótko po ukazaniu się Idylls. Przed końcem wieku ukazało się sześć dalszych edycji i pięciu autorów, którzy zainspirowali się dziełami Tennysona.